# Horacio en España
Horacio en España. Solaces bibliográficos es una investigación importante de la Comparatística moderna, obra del polígrafo español Marcelino Menéndez Pelayo. Es un tratado de erudición filológica y crítica literaria que se publicó en 1885, en dos partes: I, Traductores y comentadores y II, La poesía horaciana.
El propósito de esta obra era en palabras del propio autor: "estudiar analíticamente la influencia del lírico latino en España, ya en sus traducciones y comentadores, ya en las imitaciones directas o indirectas...".
La obra va precedida de un "juicio" de Juan Valera en el que se alaba la tarea hecha por su autor, tanto en su faceta de filológo, como en la de poeta, ya que el libro se abre con una "Epístola a Horacio", autógrafa de Menéndez Pelayo.
El autor estudia los traductores castellanos, portugueses, asturianos, catalanes e hispanoamericanos de Horacio en la primera parte, mientras que en la segunda analiza a sus imitadores castellanos y portugueses. También repasa la influencia en Portugal y América del gran poeta latino.